# Antonia Iacobescu
Antonia Clara Iacobescu (ur. 12 kwietnia 1989 w Bukareszcie) – rumuńska piosenkarka i modelka. Tworzy głównie gatunek dance.

## Życiorys
W wieku 5 lat przeprowadziła się z Rumunii do USA. Dorastała w Las Vegas, gdzie ukończyła szkołę średnią. Po 13 latach mieszkania w USA Iacobescu wróciła do Rumunii.

## Dyskografia

### Single
| Rok  | Singiel                                       | Miejsce | Miejsce | Miejsce | Miejsce | Miejsce | Miejsce |
| Rok  | Singiel                                       | ROM     | BUL     | POL     | RUS     | GRE     | SVK     |
| ---- | --------------------------------------------- | ------- | ------- | ------- | ------- | ------- | ------- |
| 2009 | „Roses on Fire” (z Pink Room)                 | 64      | –       | –       | –       | –       | –       |
| 2010 | „Morena” (z Tom Boxer)                        | 3       | –       | 1       | 57      | –       | –       |
| 2011 | „Shake It Mamma” (z Tom Boxer)                | 11      | –       | –       | –       | –       | –       |
| 2011 | „Marionette”                                  | 68      | –       | –       | –       | –       | –       |
| 2011 | „Pleacă” (z Vunk)                             | 1       | –       | –       | –       | –       | –       |
| 2012 | „I Got You”                                   | –       | –       | –       | –       | –       | –       |
| 2012 | „Jameia”                                      | 10      | 19      | –       | –       | –       | –       |
| 2013 | „Marabou”                                     | 1       | 4       | –       | –       | 52      | 47      |
| 2013 | „Nu stau in Hawaii”                           | 100     | –       | –       | –       | –       | –       |
| 2013 | „Hurricane” (z Puya)                          | 4       | 8       | –       | –       | –       | –       |
| 2014 | „Intoarce-te acasa” (z Holograf)              | 17      | –       | –       | –       | –       | –       |
| 2014 | „Wild Horses” (z Jay Sean)                    | 11      | –       | –       | –       | –       | –       |
| 2014 | „Fie ce-o fi" (z Inna, Dara i Carla's Dreams) | 28      | –       | –       | –       | –       | –       |
| 2015 | „Chica Loca"                                  | –       | –       | –       | –       | –       | 42      |
| 2022 | „Send Me Your Love” (wraz z Gromee)           | –       | –       | –       | –       | –       | –       |
| 2022 | „Clap Clap” (wraz z Gran Error, Elvana Gjata) | –       | –       | –       | –       | –       | –       |

### Albumy
| Rok  | Album             |
| ---- | ----------------- |
| 2015 | „This is Antonia” |

## Zobacz także
- ABOUT YOU x ANTONIA magazin online